# Llista de peixos de Montenegro

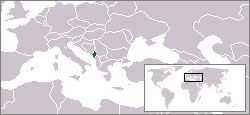
Localització de Montenegro a Europa

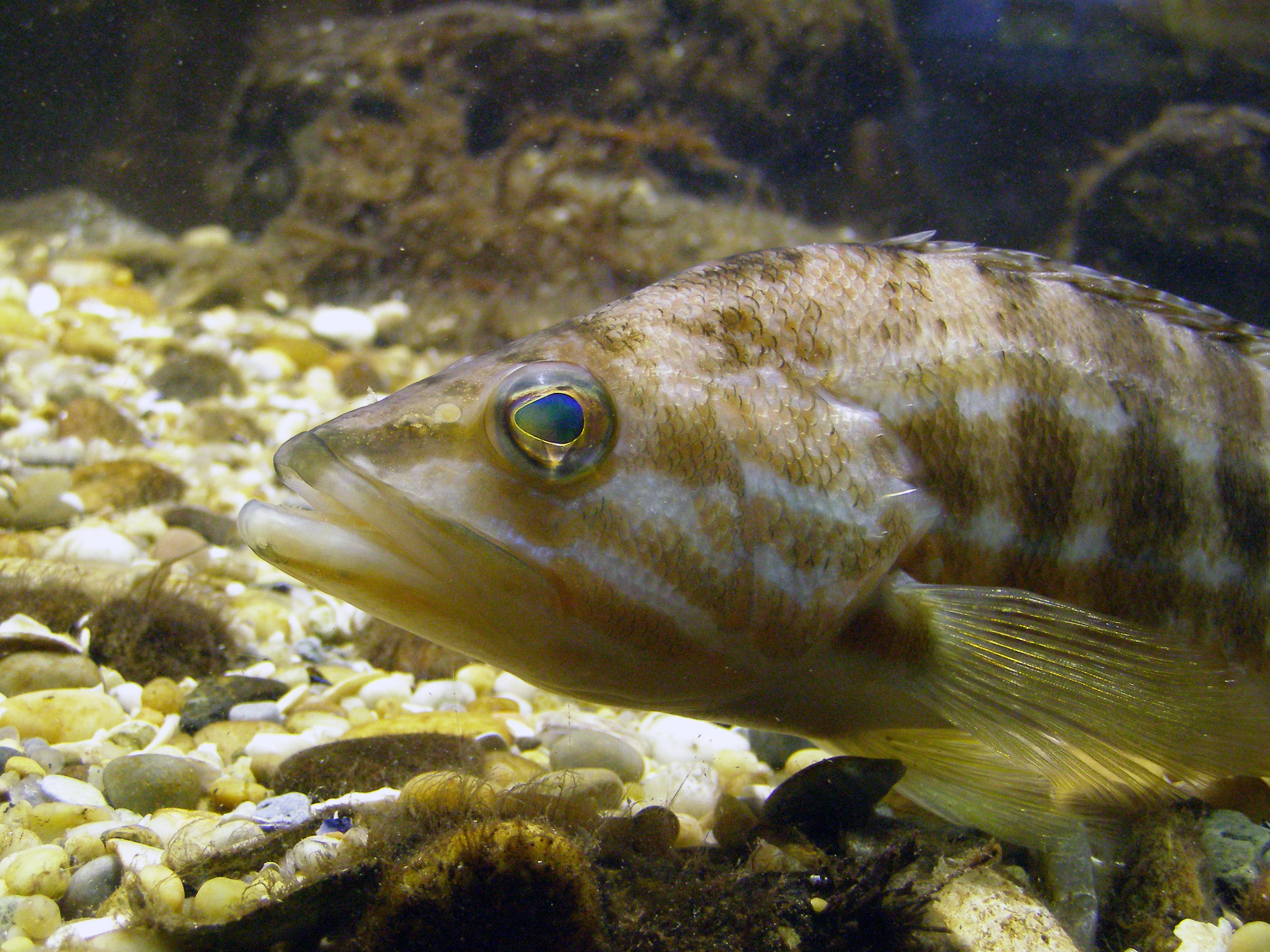
Serranet (Serranus cabrilla)

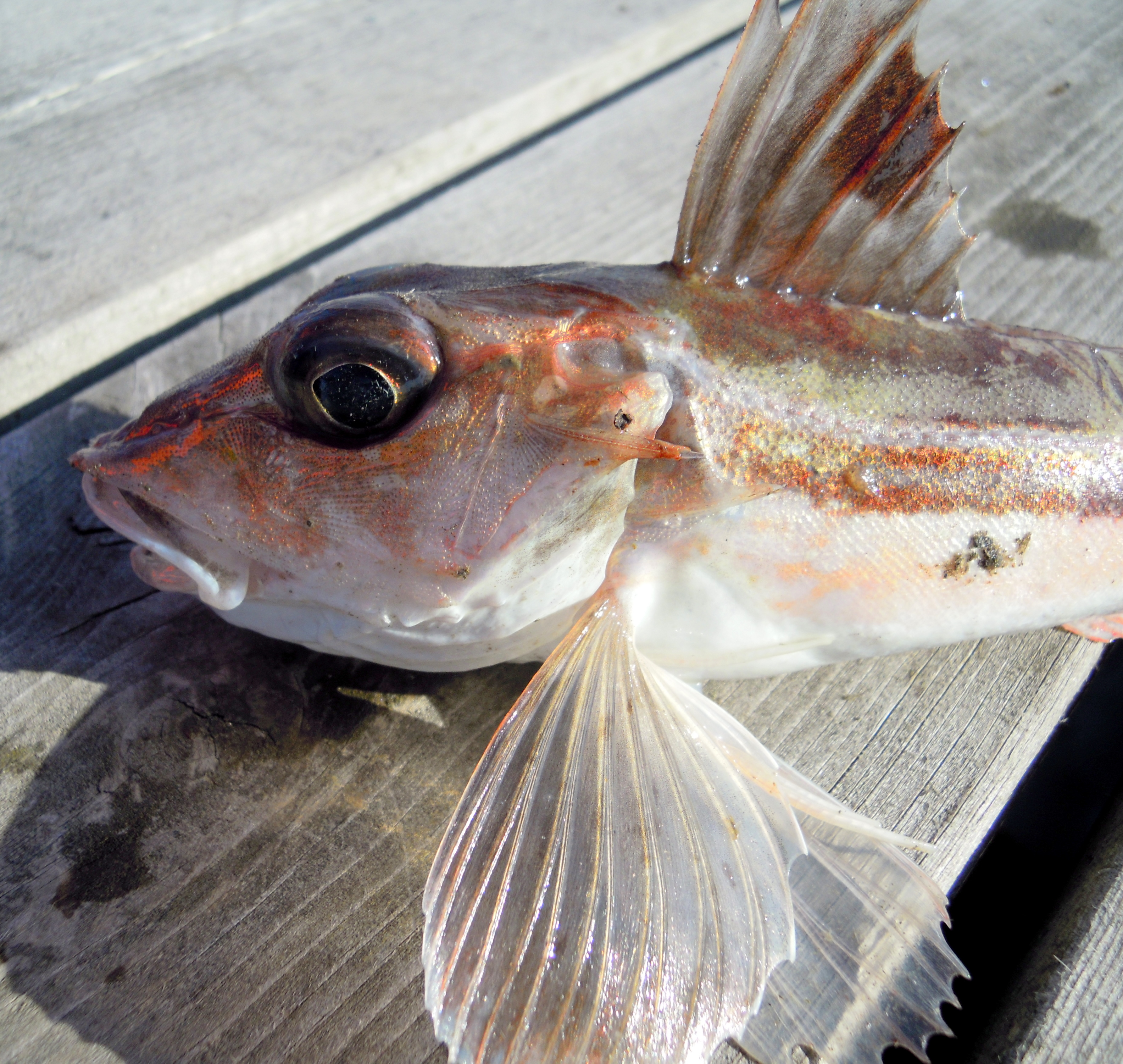
Lluerna verda (Eutrigla gurnardus)

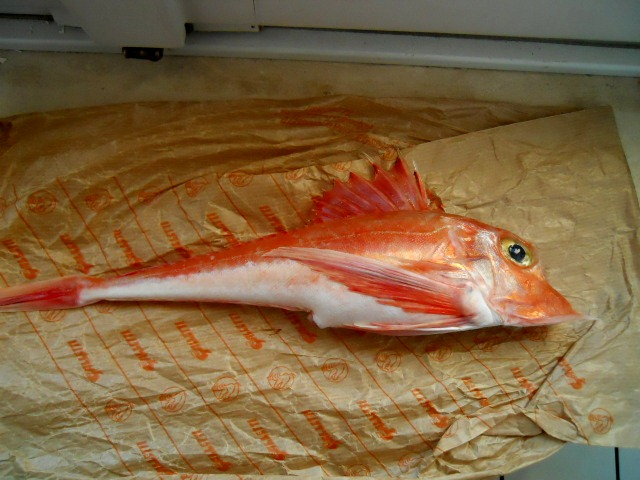
Rafel (Trigla lyra)

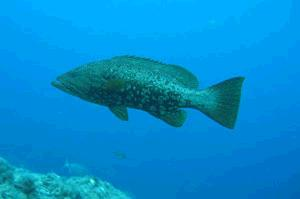
Anfós jueu (Mycteroperca rubra)

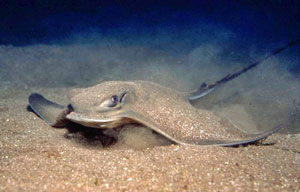
Milana (Myliobatis aquila)

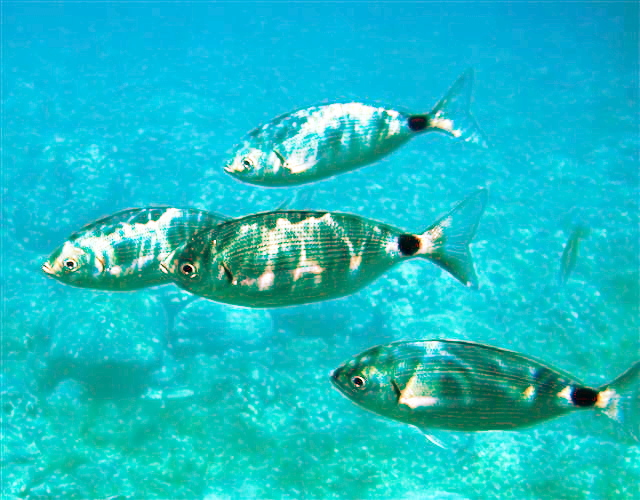
Oblada (Oblada melanura)

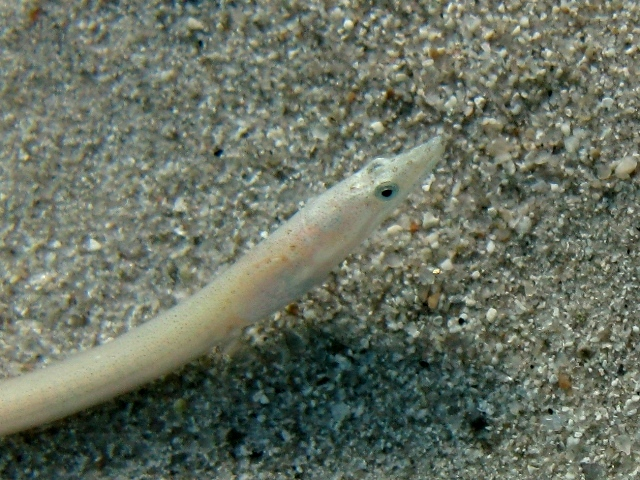
Ophisurus serpens

Círvia (Seriola dumerili)

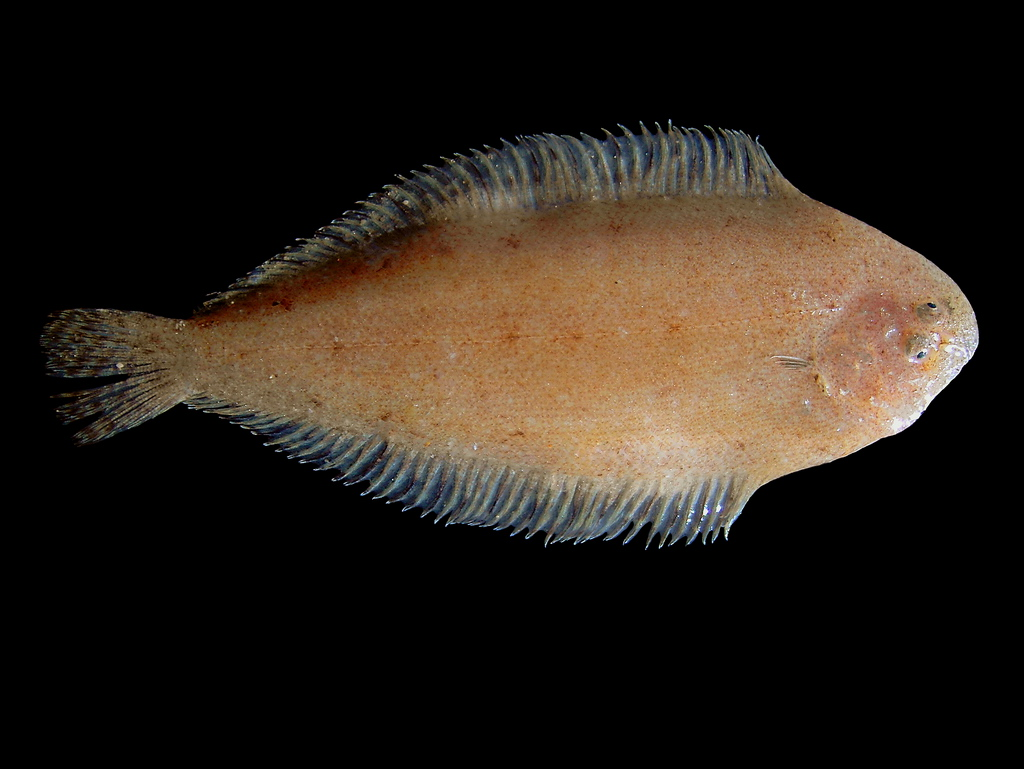
Palaí xic (Buglossidium luteum)

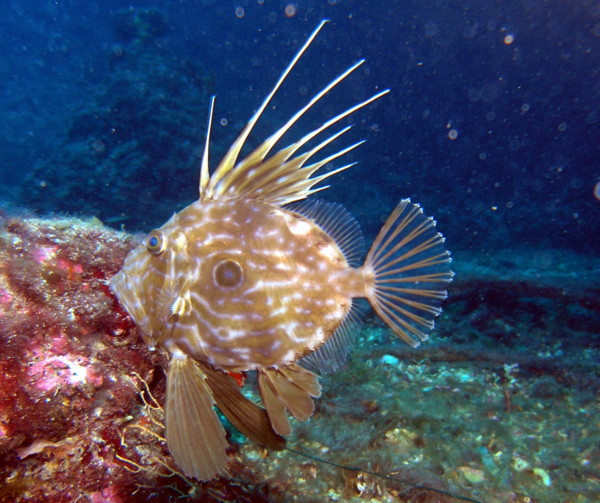
Gall de Sant Pere (Zeus faber)

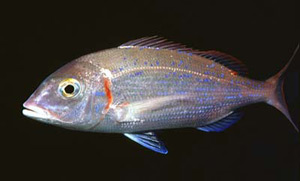
Pagell (Pagellus erythrinus)

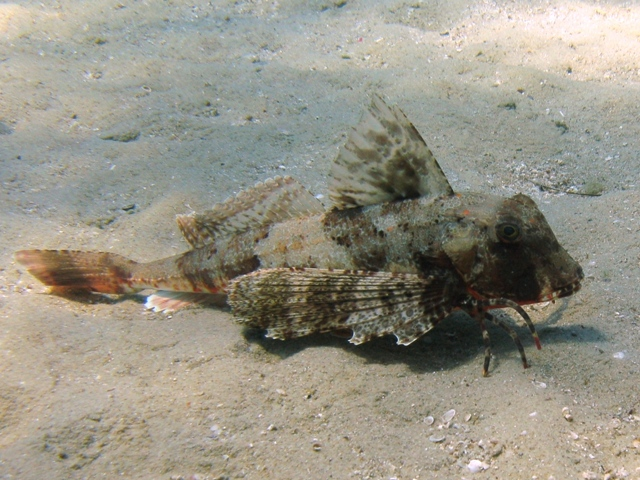
Gallineta (Trigloporus lastoviza)

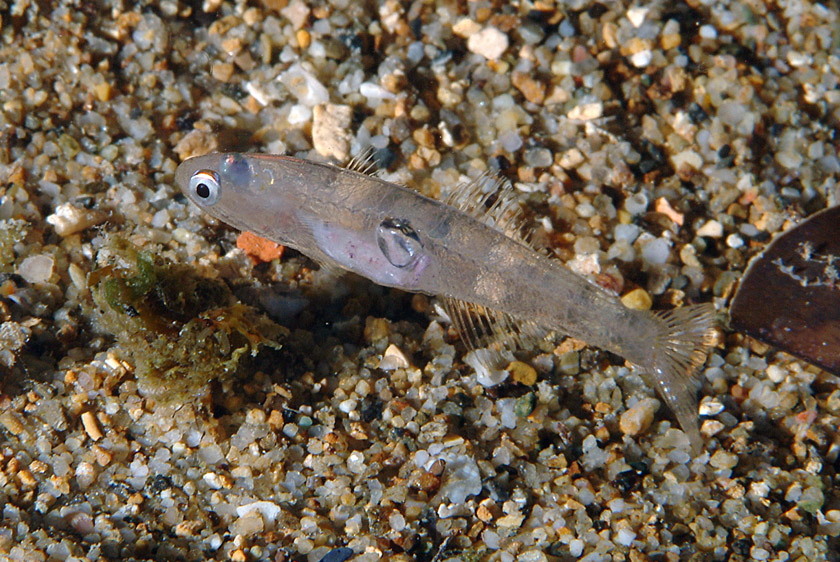
Llengüeta rossa (Aphia minuta)

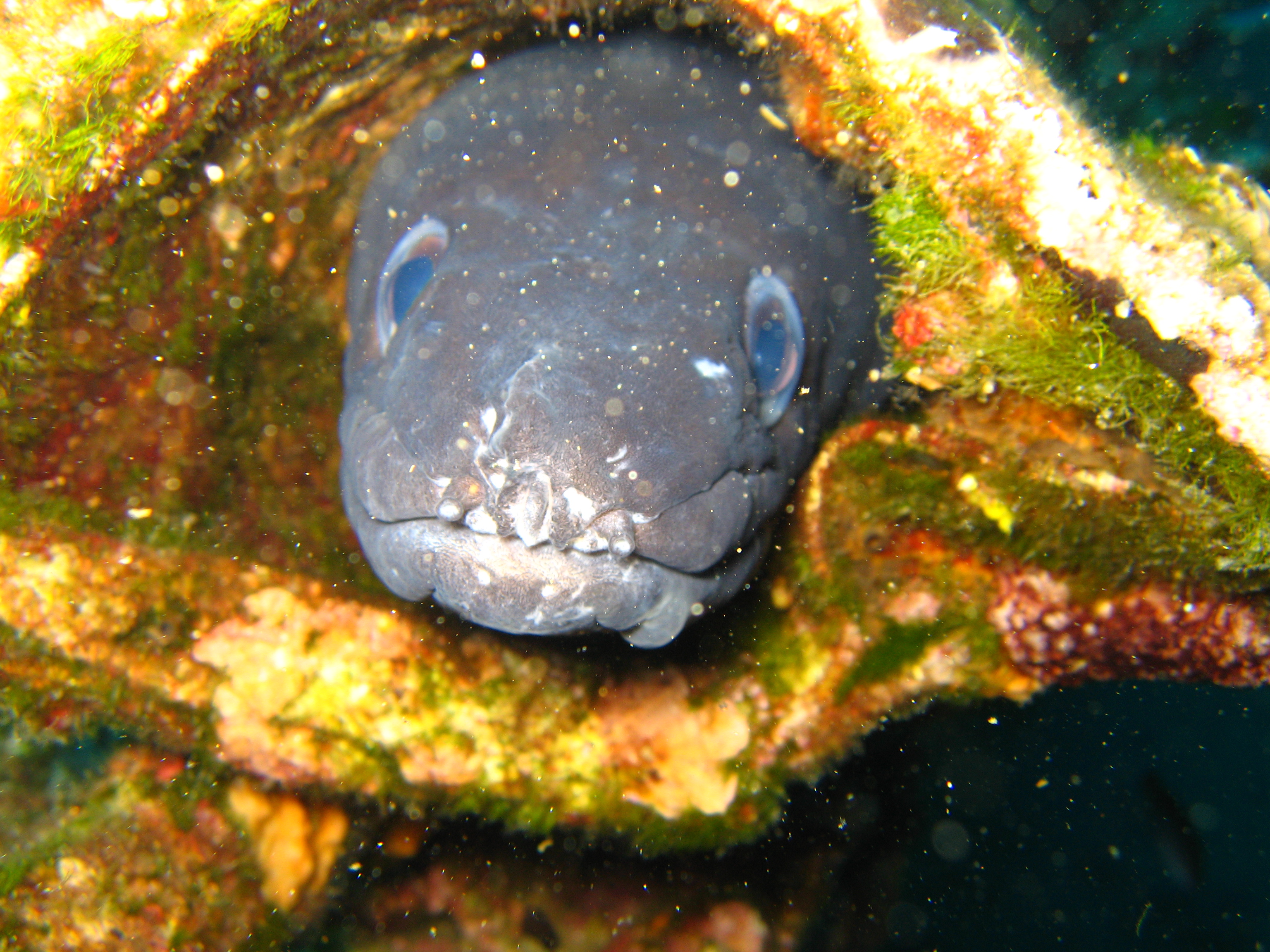
Congre (Conger conger)

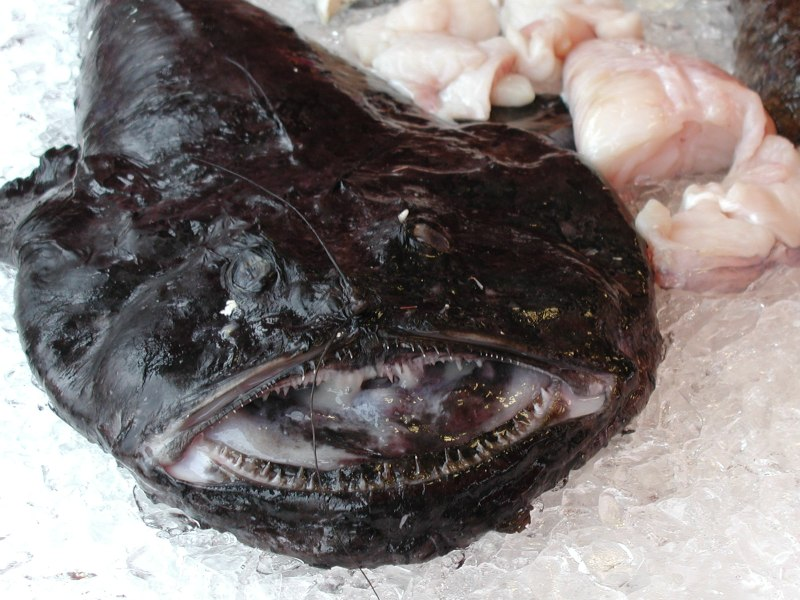
Rap (Lophius piscatorius)

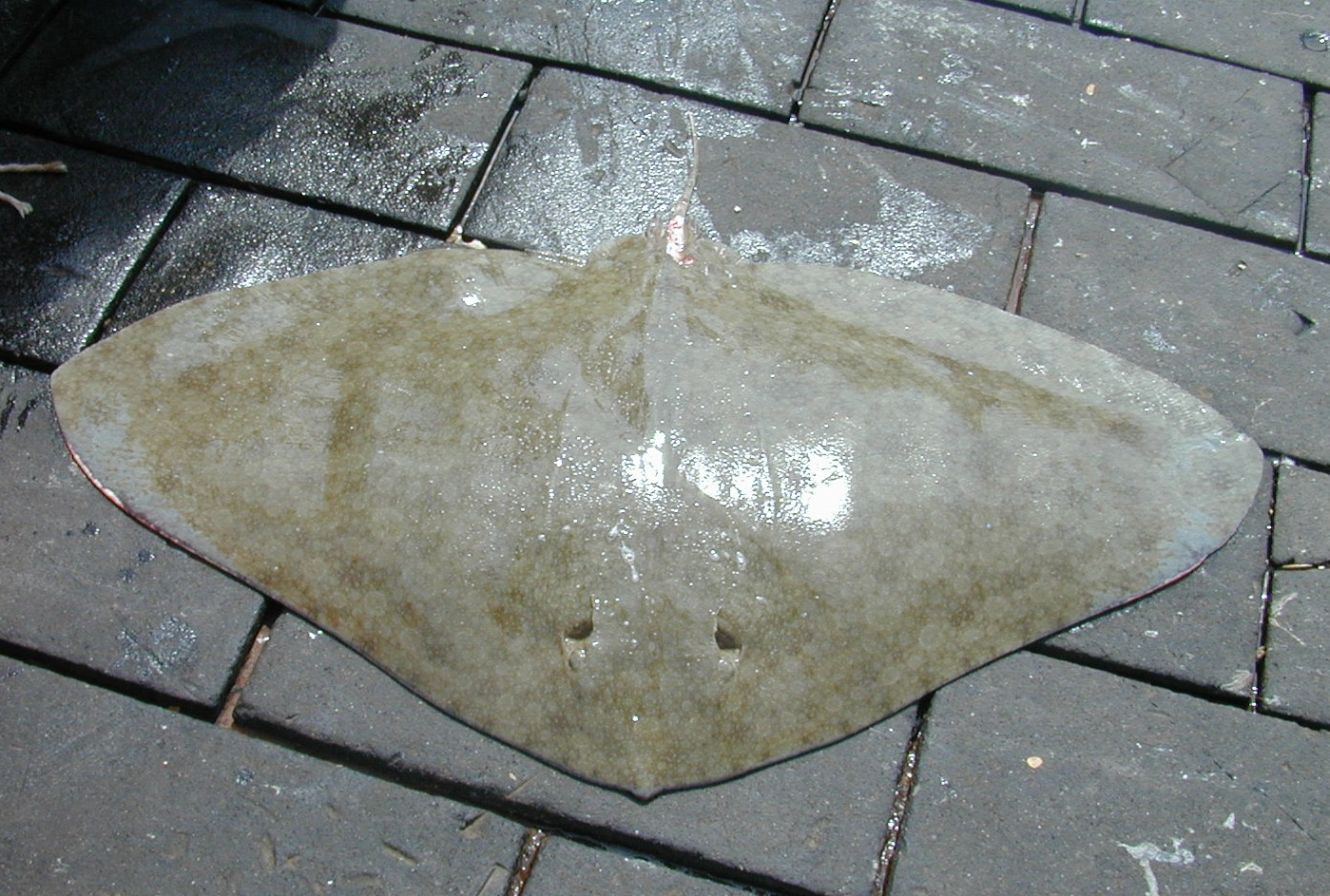
Mantellina (Gymnura altavela)

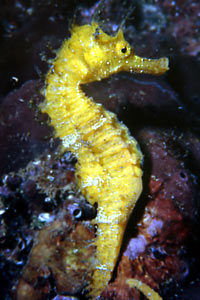
Cavall de mar (Hippocampus guttulatus)

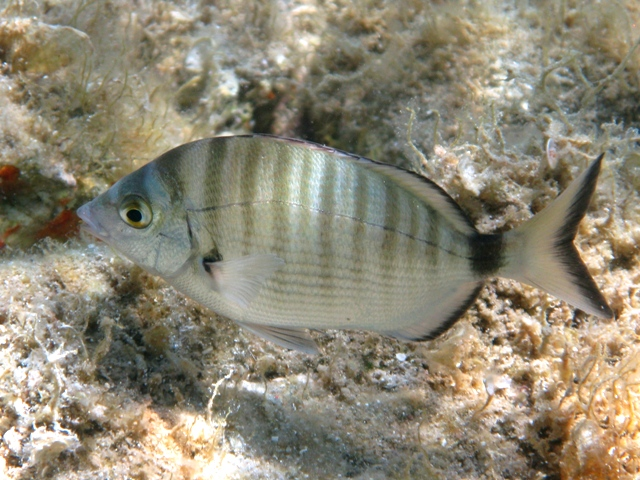
Morruda (Diplodus puntazzo)

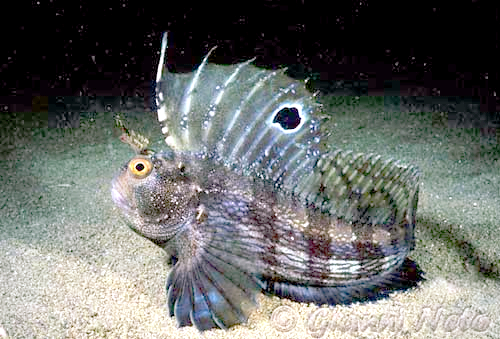
Ase mossegaire (Blennius ocellaris)

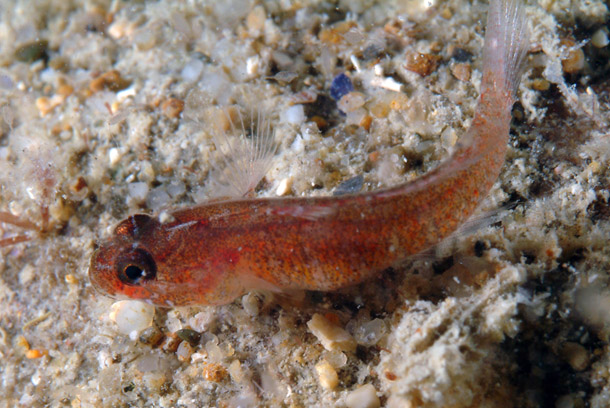
Odondebuenia balearica

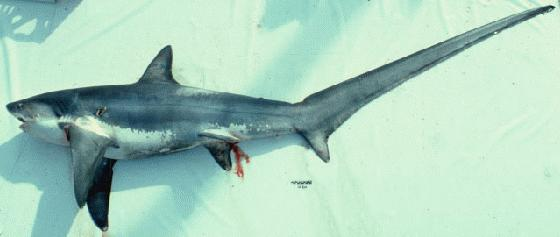
Peix guilla (Alopias vulpinus)

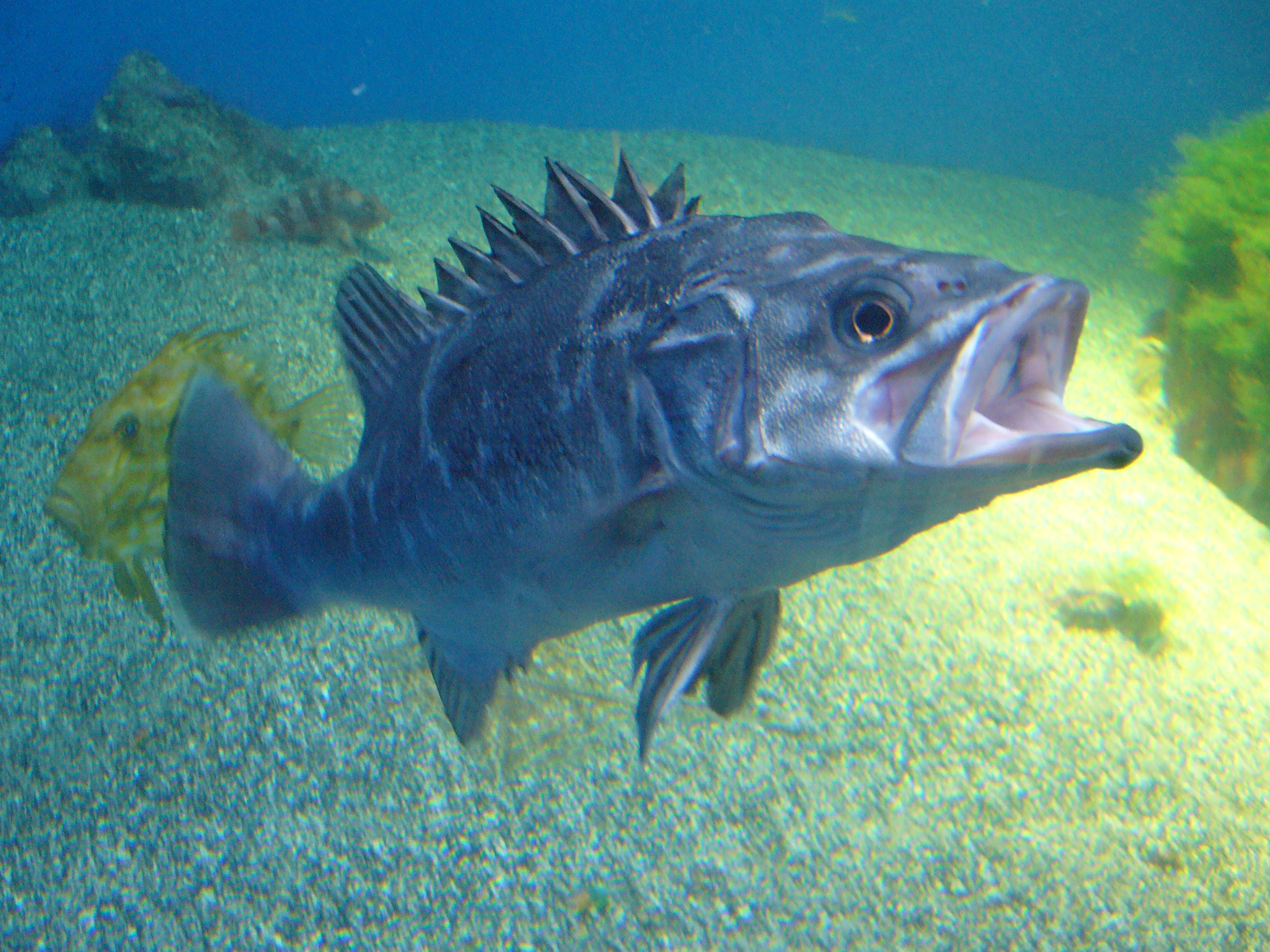
Dot (Polyprion americanus)

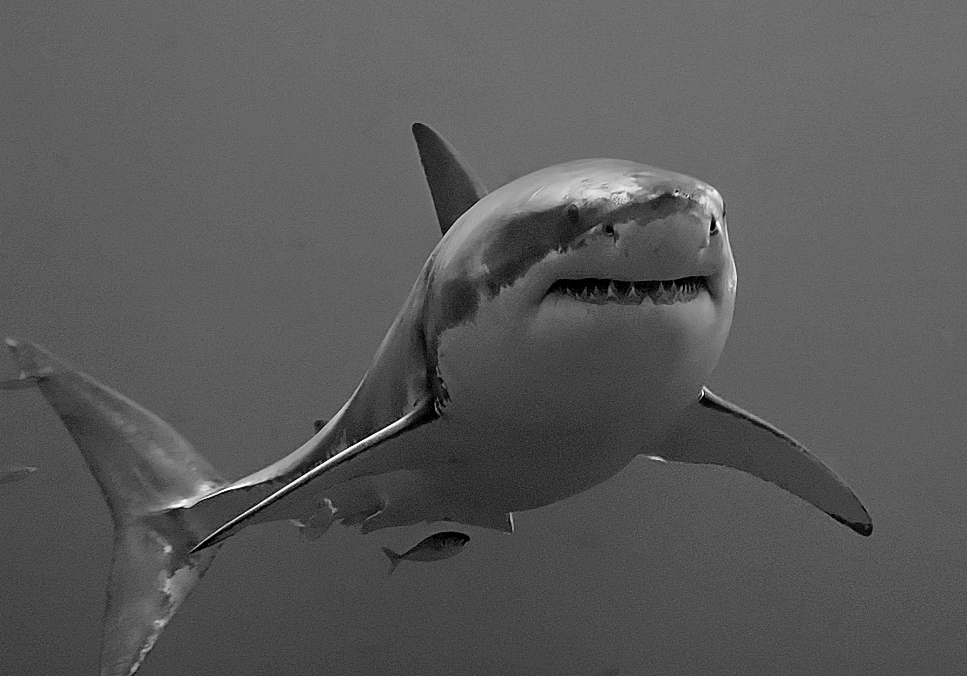
Tauró blanc (Carcharodon carcharias)

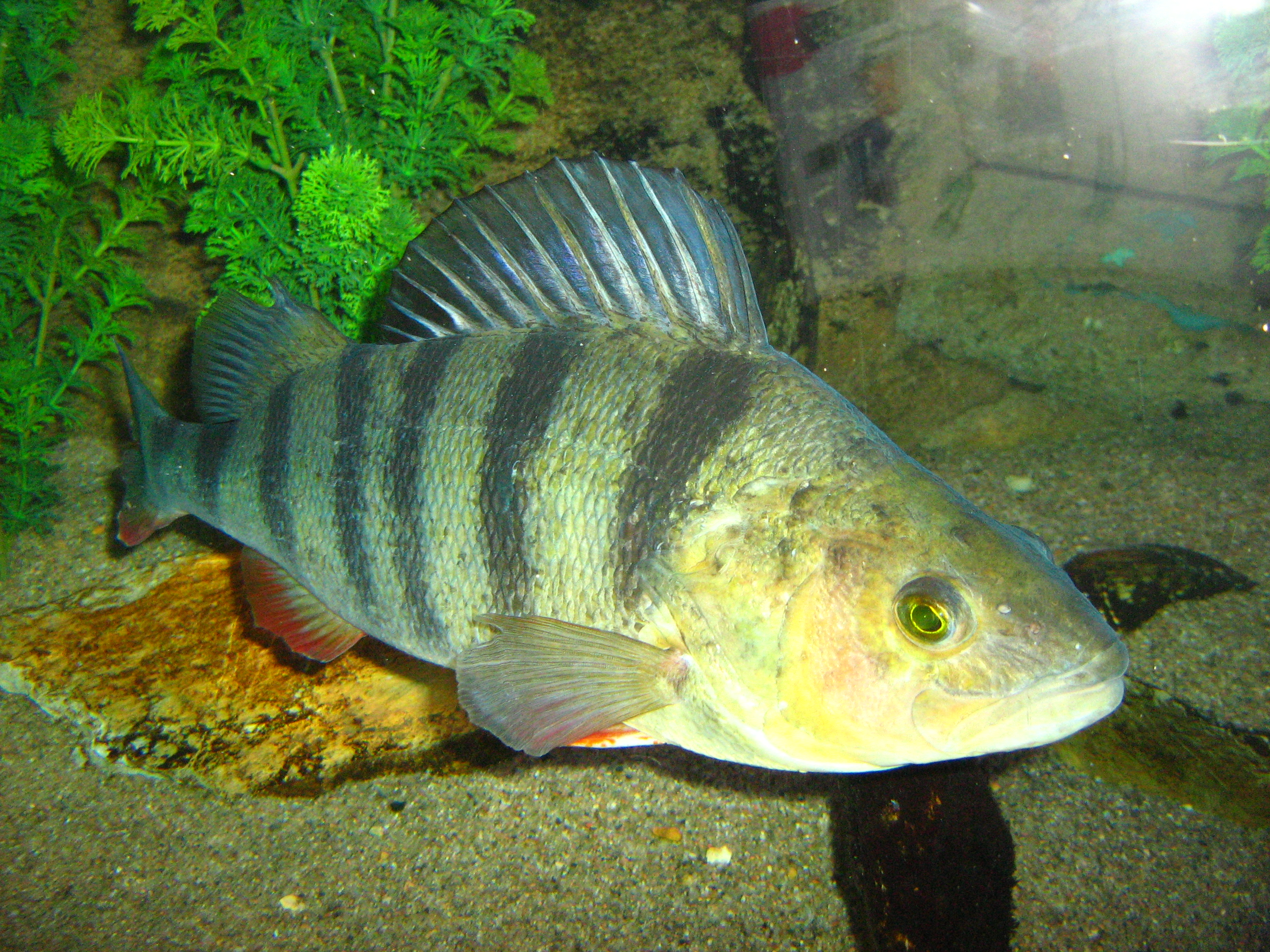
Perca de riu (Perca fluviatilis)

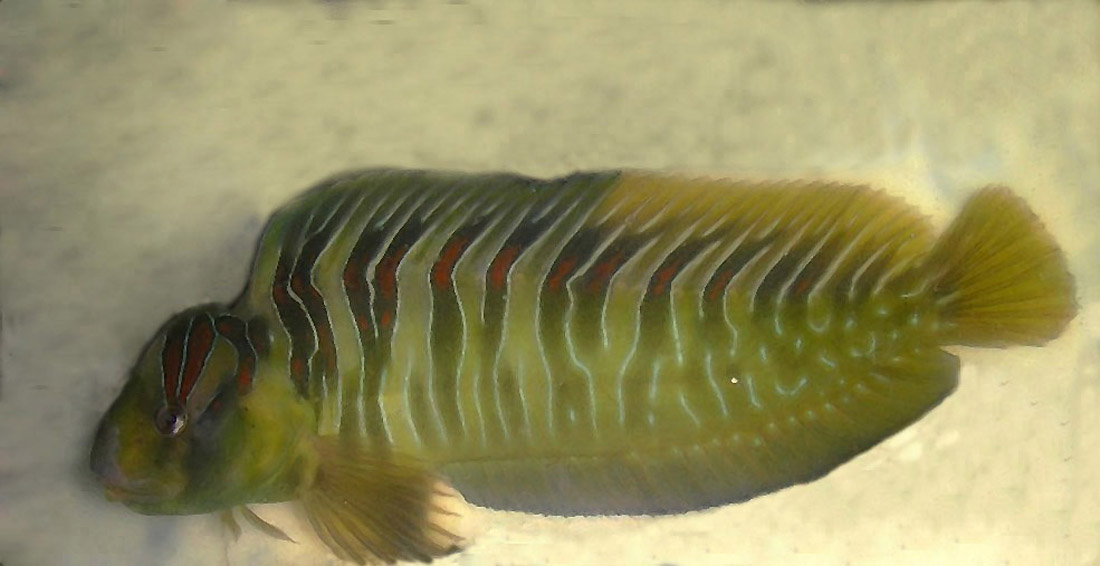
Salaria basilisca

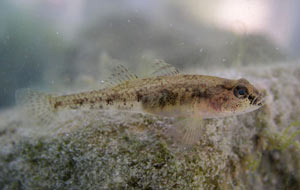
Knipowitschia panizzae

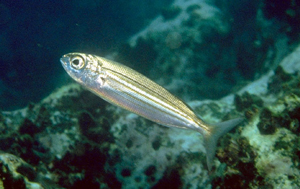
Boga (peix) (Boops boops)

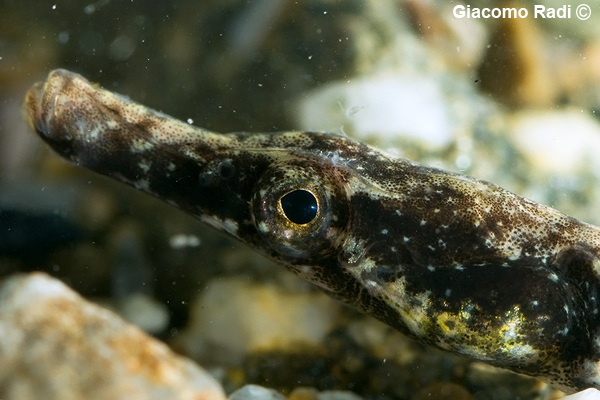
Agulleta de riu (Syngnathus abaster)

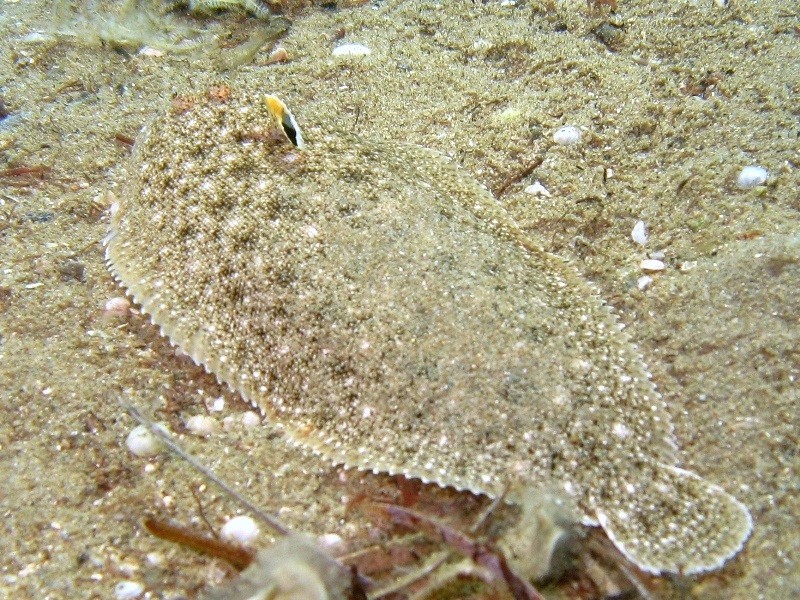
Llenguado nassut (Pegusa lascaris)

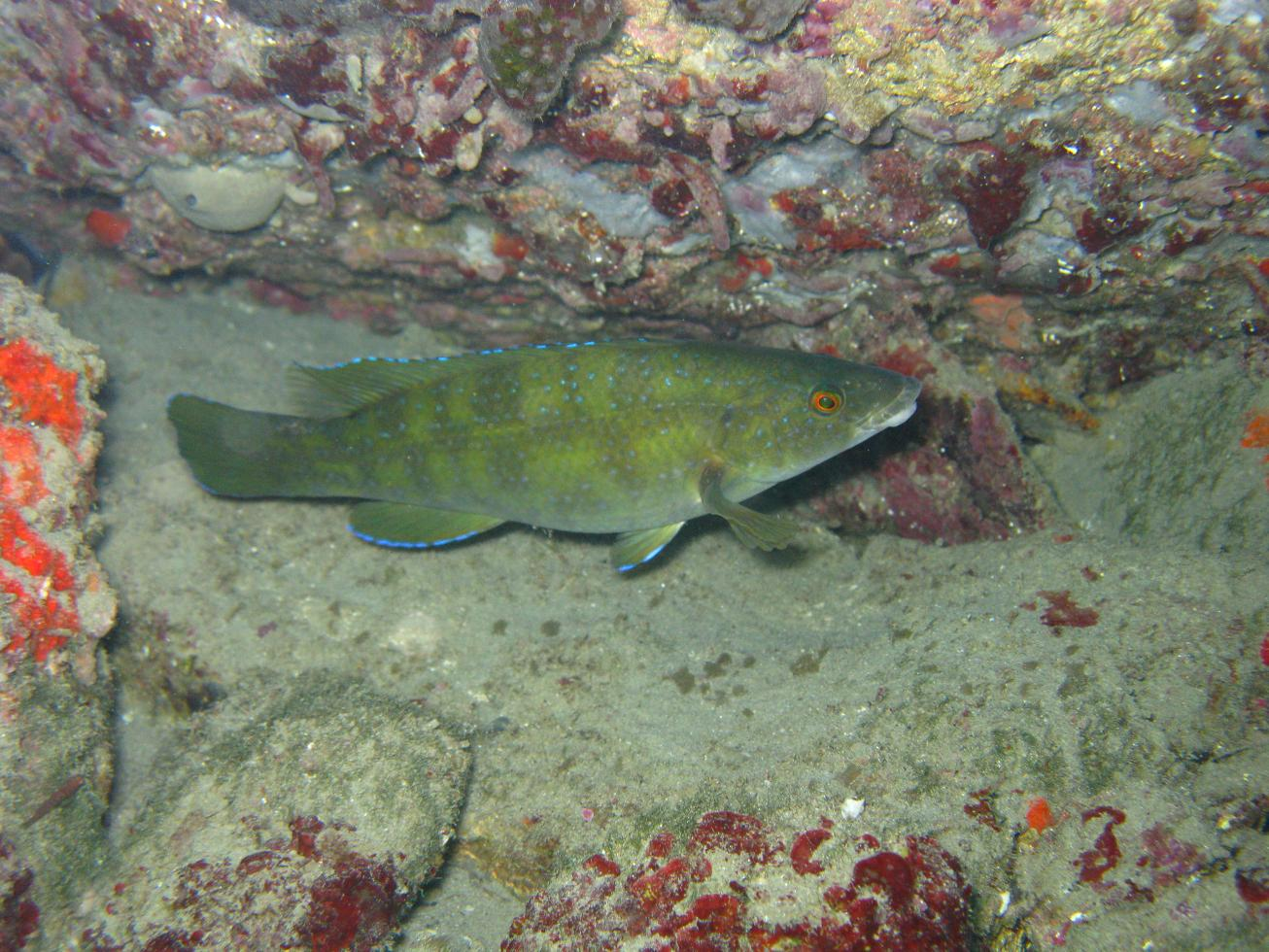
Tord massot (Labrus merula)

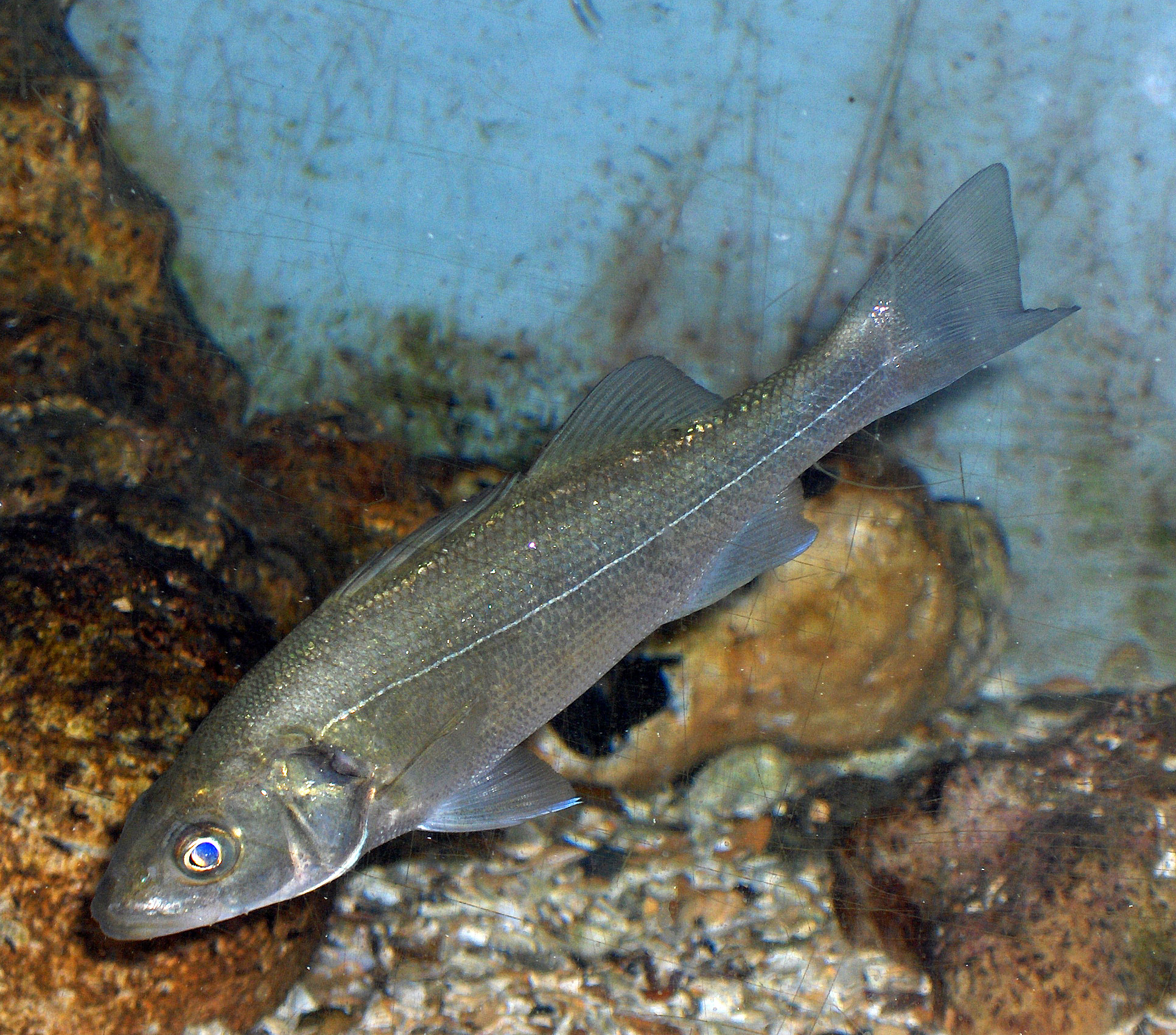
Llobarro (Dicentrarchus labrax)

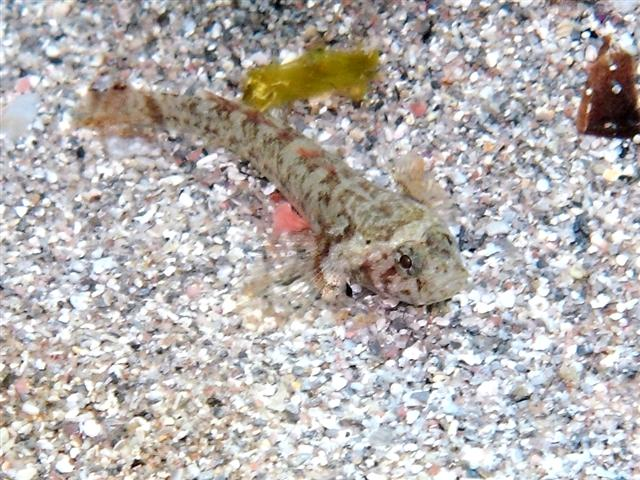
Zebrus zebrus

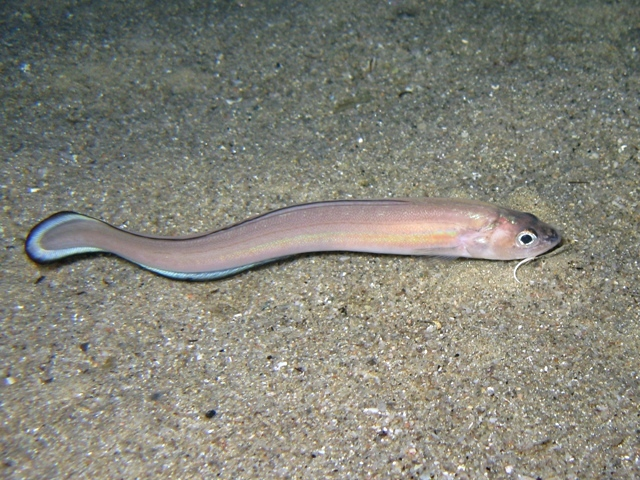
Pixota blanca (Ophidion barbatum)

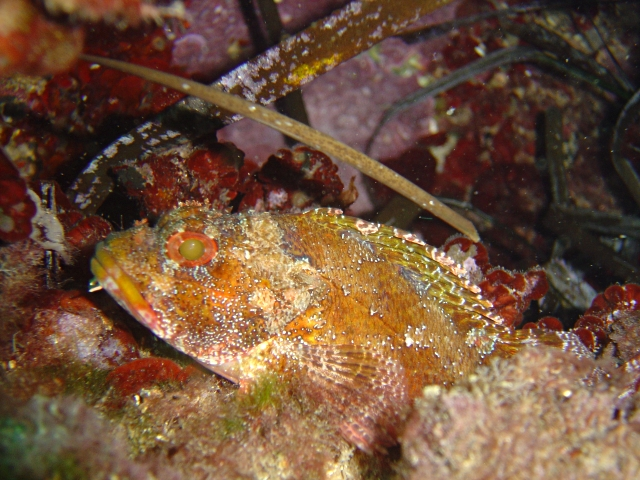
Scorpaena elongata

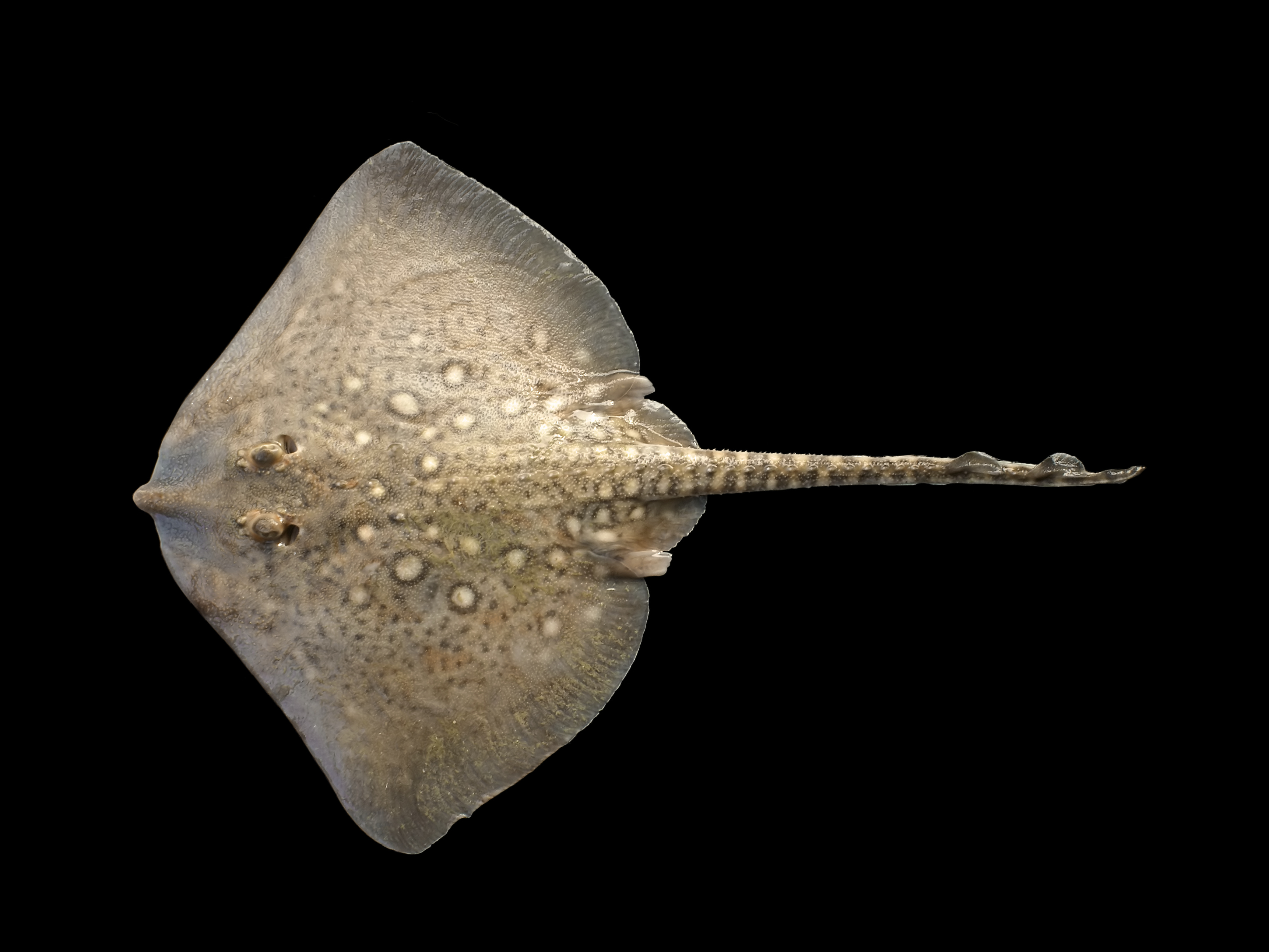
Clavellada (Raja clavata)

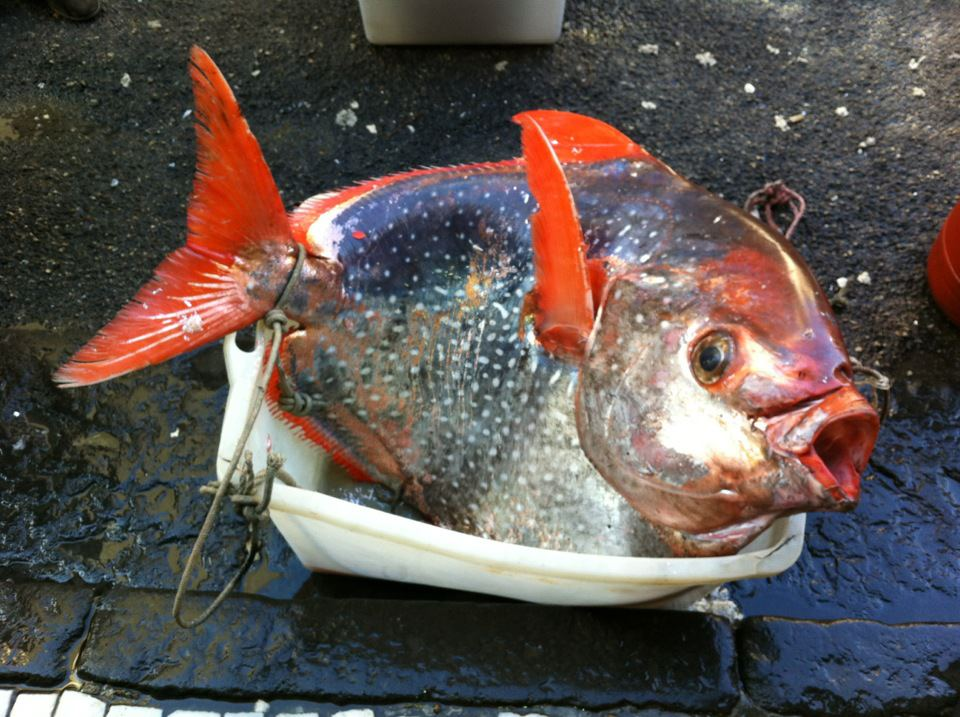
Lampris guttatus

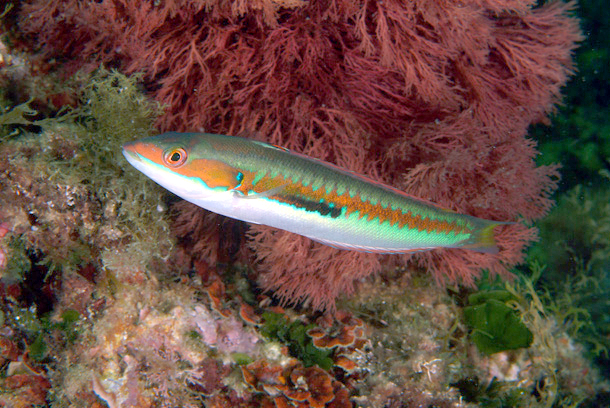
Guiula (Coris julis)

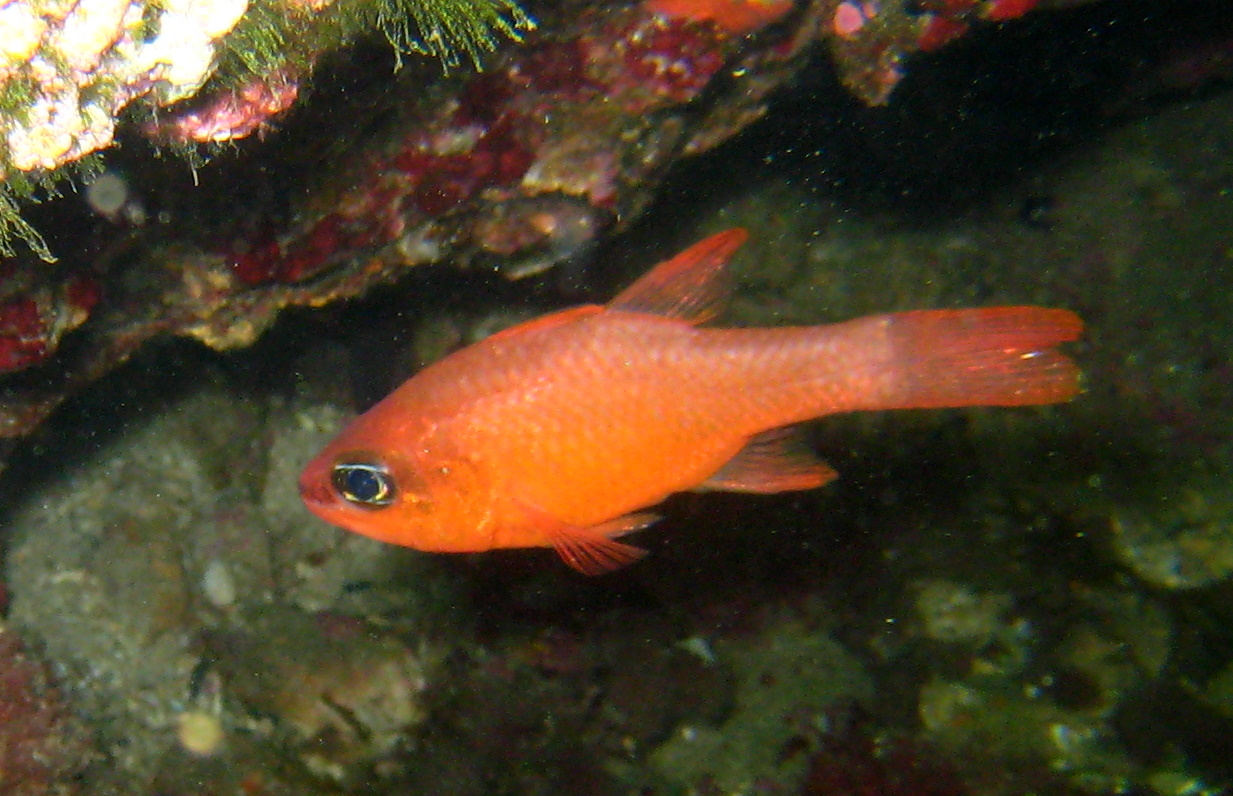
Moll reial (Apogon imberbis)

Aquesta llista de peixos de Montenegro inclou 320 espècies de peixos que es poden trobar actualment a Montenegro ordenades per l'ordre alfabètic de llur nom científic.

## A
- Acanthocybium solandri
- Acipenser naccarii
- Alburnoides bipunctatus
- Alburnus scoranza
- Alopias vulpinus
- Alosa fallax
- Anthias anthias
- Aphanius fasciatus
- Aphia minuta
- Apogon imberbis
- Apterichtus anguiformis
- Apterichtus caecus
- Argentina sphyraena
- Argyropelecus hemigymnus
- Argyrosomus regius
- Ariosoma balearicum
- Arnoglossus kessleri
- Arnoglossus laterna
- Arnoglossus rueppelii
- Arnoglossus thori
- Atherina boyeri
- Atherina hepsetus
- Auxis rochei
- Auxis thazard

## B
- Barbatula barbatula
- Barbatula zetensis[1]
- Barbus balcanicus[2][3]
- Barbus barbus[2][3]
- Barbus rebeli[3][2]
- Belone belone
- Blennius ocellaris
- Boops boops
- Bothus podas
- Buglossidium luteum

## C
- Callanthias ruber
- Callionymus fasciatus
- Callionymus lyra
- Callionymus maculatus
- Callionymus risso
- Campogramma glaycos
- Capros aper
- Carapus acus
- Carassius auratus
- Carcharhinus brevipinna
- Carcharias taurus
- Carcharodon carcharias
- Centrophorus granulosus
- Cepola macrophthalma
- Cetorhinus maximus
- Chauliodus sloani
- Cheilopogon heterurus
- Chelidonichthys cuculus
- Chelidonichthys lucerna
- Chelidonichthys obscurus
- Chelon labrosus
- Chlopsis bicolor
- Chlorophthalmus agassizi
- Chondrostoma scodrense
- Chromis chromis
- Chromogobius quadrivittatus
- Chromogobius zebratus
- Cobitis ohridana[1]
- Conger conger
- Corcyrogobius liechtensteini
- Coris julis
- Coryphaena hippurus
- Crystallogobius linearis
- Ctenolabrus rupestris
- Cubiceps gracilis
- Cyclothone braueri
- Cyprinus carpio

## D
- Dalophis imberbis
- Dasyatis centroura
- Dasyatis pastinaca
- Dasyatis tortonesei
- Dentex dentex
- Dentex gibbosus
- Dentex macrophthalmus
- Diaphus rafinesquii
- Dicentrarchus labrax
- Diplecogaster bimaculata
- Diplodus annularis
- Diplodus puntazzo
- Diplodus vulgaris
- Dipturus batis
- Dipturus oxyrinchus

## E
- Echelus myrus
- Echiichthys vipera
- Echinorhinus brucus
- Electrona risso
- Engraulis encrasicolus
- Epinephelus aeneus
- Epinephelus caninus
- Epinephelus costae
- Epinephelus marginatus
- Eudontomyzon mariae
- Eudontomyzon stankokaramani
- Eudontomyzon vladykovi
- Euthynnus alletteratus
- Eutrigla gurnardus
- Evermannella balbo

## F
- Fistularia commersonii

## G
- Gadella maraldi
- Gadiculus argenteus
- Gaidropsarus biscayensis
- Gaidropsarus mediterraneus
- Gaidropsarus vulgaris
- Galeorhinus galeus
- Galeus melastomus
- Gasterosteus aculeatus
- Glossanodon leioglossus
- Gnathophis mystax
- Gobio gobio
- Gobio skadarensis
- Gobius bucchichi
- Gobius fallax
- Gobius geniporus
- Gobius niger
- Gobius strictus
- Grammonus ater
- Gymnothorax unicolor
- Gymnura altavela

## H
- Helicolenus dactylopterus
- Heptranchias perlo
- Hexanchus griseus
- Hippocampus guttulatus
- Hippocampus hippocampus
- Hirundichthys rondeletii
- Hoplostethus mediterraneus

## I
- Ichthyococcus ovatus
- Istiophorus albicans
- Isurus oxyrinchus

## K
- Knipowitschia montenegrina[4]
- Knipowitschia panizzae

## L
- Labrus merula
- Labrus mixtus
- Lamna nasus
- Lampanyctus crocodilus
- Lampris guttatus
- Lepadogaster candolii
- Lepadogaster lepadogaster
- Lepidopus caudatus
- Lepidorhombus whiffiagonis
- Lesueurigobius friesii
- Leuciscus aspius
- Leucoraja circularis
- Leucoraja fullonica
- Leucoraja naevus
- Lichia amia
- Lipophrys trigloides
- Lithognathus mormyrus
- Liza aurata
- Liza saliens
- Lobianchia dofleini
- Lophius budegassa
- Lophius piscatorius
- Lophotus lacepede

## M
- Maurolicus muelleri
- Merlangius merlangus
- Merluccius merluccius
- Microchirus ocellatus
- Microchirus variegatus
- Microlipophrys canevae
- Microlipophrys nigriceps
- Micromesistius poutassou
- Millerigobius macrocephalus
- Mobula mobular
- Molva dypterygia
- Monochirus hispidus
- Mora moro
- Mullus barbatus barbatus
- Mullus surmuletus
- Muraena helena
- Mustelus asterias
- Mustelus mustelus
- Mustelus punctulatus
- Mycteroperca rubra
- Myctophum punctatum
- Myliobatis aquila

## N
- Naucrates ductor
- Nerophis maculatus
- Nerophis ophidion

## O
- Oblada melanura
- Odondebuenia balearica
- Odontaspis ferox
- Oedalechilus labeo
- Ophichthus rufus
- Ophidion barbatum
- Ophisurus serpens
- Orcynopsis unicolor
- Oxynotus centrina

## P
- Pachychilon pictum
- Pagellus acarne
- Pagellus bogaraveo
- Pagellus erythrinus[5]
- Pagrus caeruleostictus
- Pagrus pagrus
- Parablennius gattorugine
- Parablennius incognitus
- Parablennius rouxi
- Parablennius sanguinolentus
- Parablennius tentacularis
- Parophidion vassali
- Pegusa lascaris
- Perca fluviatilis
- Petromyzon marinus
- Phoxinus phoxinus
- Phycis blennoides
- Phycis phycis
- Platichthys flesus
- Polyprion americanus
- Pomatomus saltatrix
- Pomatoschistus bathi
- Pomatoschistus knerii
- Pomatoschistus marmoratus
- Pomatoschistus minutus
- Pomatoschistus montenegrensis
- Pomatoschistus quagga
- Prionace glauca
- Pseudaphya ferreri
- Pseudocaranx dentex
- Pseudorasbora parva[6]
- Pteromylaeus bovinus

## R
- Raja asterias
- Raja clavata
- Raja miraletus
- Raja montagui
- Raja polystigma
- Raja radula
- Ranzania laevis
- Rhinobatos cemiculus
- Rhinobatos rhinobatos
- Rhinoptera marginata
- Rhodeus amarus
- Rostroraja alba
- Rutilus albus
- Rutilus karamani
- Rutilus ohridanus
- Ruvettus pretiosus

## S
- Salaria basilisca
- Salaria fluviatilis
- Salaria pavo
- Salmo dentex
- Salmo farioides
- Salmo montenigrinus
- Salmo obtusirostris
- Salmo taleri
- Sarda sarda
- Sardinella aurita
- Sarpa salpa
- Scardinius knezevici[7]
- Sciaena umbra
- Scomber scombrus
- Scomberesox saurus
- Scophthalmus maximus
- Scophthalmus rhombus
- Scorpaena elongata
- Scorpaena maderensis
- Scorpaena notata
- Scorpaena porcus
- Scorpaena scrofa
- Scyliorhinus canicula
- Scyliorhinus stellaris
- Seriola dumerili
- Serranus cabrilla
- Serranus scriba
- Solea solea
- Somniosus rostratus
- Sparus aurata
- Speleogobius trigloides
- Sphyrna mokarran
- Sphyrna zygaena
- Spicara maena
- Spondyliosoma cantharus
- Sprattus sprattus
- Squalius cephalus
- Squalius platyceps
- Squalus acanthias
- Squalus blainville
- Squatina oculata
- Squatina squatina
- Stomias boa boa
- Symphodus cinereus
- Symphodus doderleini
- Symphodus mediterraneus
- Symphodus melops
- Symphodus ocellatus
- Symphodus roissali
- Symphodus rostratus
- Symphodus tinca
- Syngnathus abaster
- Syngnathus acus
- Syngnathus phlegon
- Syngnathus typhle
- Synodus saurus

## T
- Telestes montenigrinus
- Tetrapturus belone
- Thorogobius ephippiatus
- Thorogobius macrolepis
- Thunnus thynnus
- Torpedo marmorata
- Torpedo nobiliana
- Torpedo torpedo
- Trachinotus ovatus
- Trachinus draco
- Trachipterus trachypterus
- Trachurus mediterraneus
- Trachurus picturatus
- Trachurus trachurus
- Trichiurus lepturus
- Trigla lyra[8]
- Trigloporus lastoviza

## U
- Umbrina cirrosa

## V
- Vimba vimba
- Vinciguerria poweriae

## X
- Xiphias gladius

## Z
- Zebrus zebrus
- Zeugopterus regius
- Zeus faber
- Zosterisessor ophiocephalus[9]